# Benete
Benete este o localitate din comuna Bloke, Slovenia, cu o populație de 15 locuitori.